# Honor (Bunyola)
Honor (també escrit Onor) és una possessió mallorquina del terme de Bunyola, a la Serra de Tramuntana, situada al peu de la Serra d'Alfàbia, a la capçalera de la vall de Bunyola.

## Situació
Les cases es troben a 472 m d'altitud, en una vall conformada pel penyal des Migdia (964 m) i el penyal des Corbs (813 m), al vessant meridional de la Serra d'Alfàbia; el puig des Vent (625 m), el puig d'en Reig (603 m) i el coll d'Onor (555 m); es Picot (717 m) i es penyal d'Honor (819 m) a la Comuna de Bunyola i la Mola d'Honor (631 m) i Son Creus.

## Toponímia
Penyal d'Honor, es Picó, pas d'Honor, Coll d'Honor, puig d'en Reig, camí vell d'Orient, puig des Vent, coll des Vent, bosc de ses Comes, es Camp. ses Rotes, sa Vinyassa, es Prat, s'Esquerda, sa Cuixera, penyal de sa Mel, mola d'Honor, penyal de sa Cuixera, hort d'Honor, font de mestre Toi, font de na Peresa, coll des Pi.

### Toponímia antiga
Font d'Honor, hort d'Honor, mola d'Honor, el camp d'Honor, el puig d'Honor, la cova des Revellar, el puig Dolent, sementer del Penyal, sementer de sa Comuna.

## Història
Documentat el 1588, pertanyia a Arnau de Santacília, donzell, que l'havia adquirida de Jordi i Joanot de Santacília. Estava sota domini directe del rei i de la cavalleria d'Orient. Confrontava amb la Comuna de Bunyola, Son Borràs, Alfàbia, Son Palou i Son Berard. Tenia cases i tafona, olivars i conreu de cereals, amb una guarda de 400 ovelles. El 1754 era de Gabriel de Berga i Safortesa. En el segle xviii es consolidà com una gran explotació olivarera i ramadera, amb un aljub d'oli amb capacitat de 400 trullades i la construcció de 120 marjades. Hi foren plantades més de 1.000 oliveres.